# Du lịch lữ hành

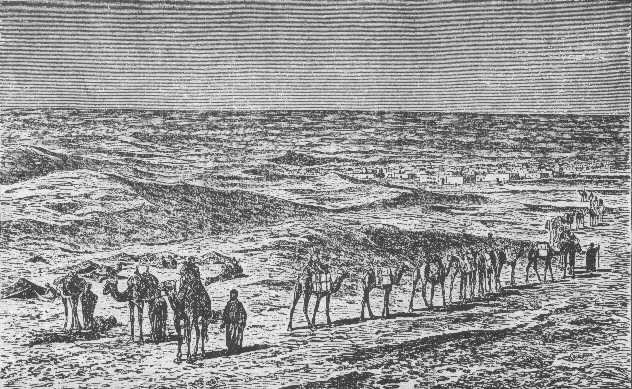
Caravan

Caravan là thuật ngữ chỉ một nhóm lữ hành có thể bao gồm những thương nhân, người hành hương, người đi du lịch... đi cùng nhau.
Từ caravan có nguồn gốc từ Karwan: Kar có nghĩa là nhiệm vụ hay yêu cầu và wan có nghĩa là người. Cũng từ từ gốc Caravan xuất hiện từ caravanserai hay karwansiray (tiếng Kurd) có nghĩa là nhà hoặc nơi lưu trú cho những người lữ hành; Caravansara là một điểm nghỉ bên đường nơi những người lữ hành có thể nghỉ và hồi phục sức khoẻ sau một ngày di chuyển.
Caravan cũng thường được sử dụng trong quân đội như một đơn vị quân sự .
Ngày nay, Caravan có nghĩa là khách du lịch bằng xe ô tô theo đường bộ, đoàn khách caravan đi trên nhiều xe (tùy theo số lượng). Họ được phép du lịch bằng phương tiện của mình tại điểm đến hoặc qua biên giới các nước theo đường bộ.